# Barðaströnd

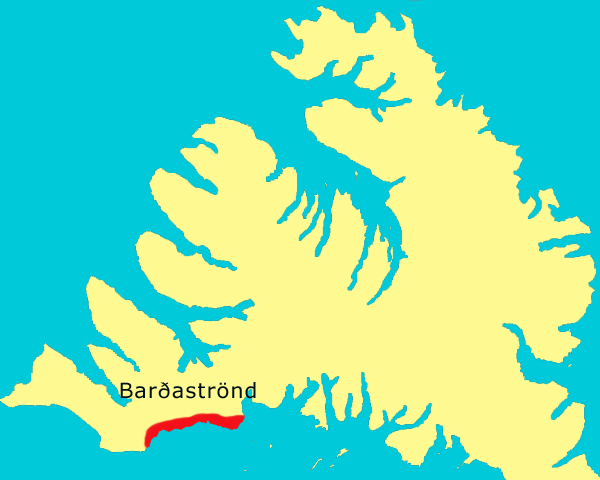
Barðaströnd num mapa de Vestfirðir

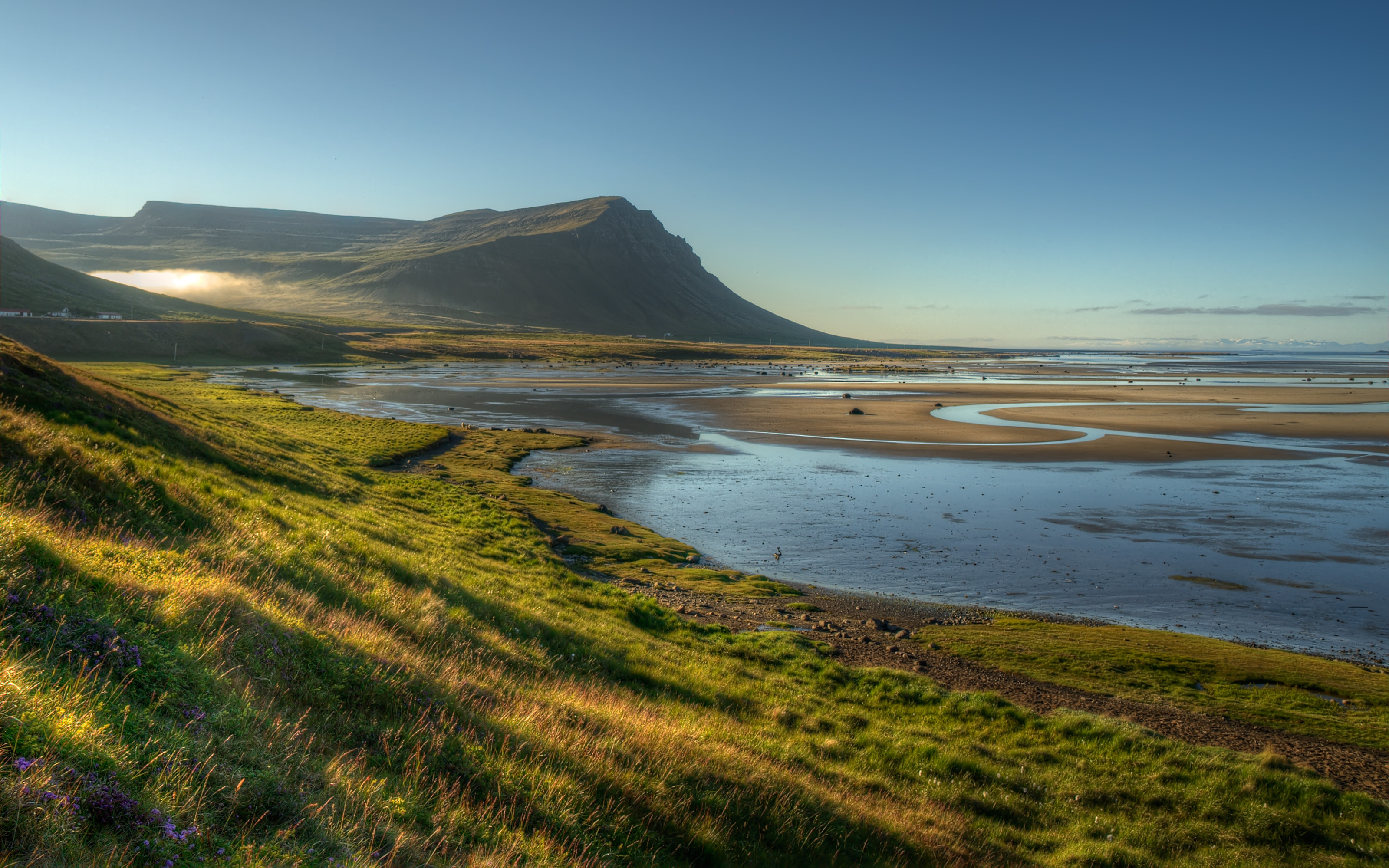
Barðaströnd

Barðaströnd ou Bardaströnd (transliterado para português) é uma área costeira de interesse histórico no noroeste da Islândia.
Fica situada entre o fiorde Vatnsfjörður e Sigluneshlíðar na região Vestfirðir.
Foi aqui que o norueguês Flóki Vilgerðarson  se estabeleceu e passou um rigoroso e frio inverno no século IX, tendo então dado à ilha o seu nome atual - Islândia (Terra do gelo).